# أوغست هايتمان
أوغست هايتمان (بالألمانية: August Heitmann)‏ (1907 – 1971) هو سبّاح ألماني راحل، مثّل بلاده في الألعاب الأولمبية الصيفية 1928.

## روابط خارجية
أوغست هايتمان على موقع أوليمبيديا (الإنجليزية)